# Pietro Senex
Pietro Senex (zm. 1134) – kardynał-biskup Porto od 1102 roku.

## Życiorys
Pochodził prawdopodobnie z Rzymu. Od marca 1102 do 1109 był legatem papieskim i gubernatorem w Benewencie. W kwietniu 1111 należał do grona 16 kardynałów zmuszonych do zatwierdzenia zawartego przez Paschalisa II układu z Ponte Mammolo, w którym papież, uwięziony uprzednio przez cesarza Henryka V, zgodził się na uznanie prawa cesarza do inwestytury świeckiej. Rok później uczestniczył w synodzie laterańskim, na którym doszło do unieważnienia tego układu jako zawartego pod przymusem. W 1114 ponownie był legatem w Benewencie. W latach 1117–20 pełnił funkcję papieskiego wikariusza w Rzymie. Uczestniczył w papieskiej elekcji 1118, w wyniku której papieżem został Gelazjusz II. W marcu 1119 doprowadził do zatwierdzenia przez duchowieństwo rzymskie wyboru Kaliksta II, dokonanego przez nielicznych kardynałów towarzyszących Gelazjuszowi II na wygnaniu we Francji. W 1121 był legatem w Wenecji, a następnie w Ziemi Świętej. Do Rzymu powrócił na początku 1123 roku. Uczestniczył w papieskiej elekcji 1124. Podpisywał bulle papieskie między 8 marca 1114 a 10 kwietnia 1129. Od około 1126 roku był dziekanem Kolegium Kardynalskiego. W czasie podwójnej papieskiej elekcji 1130 poparł antypapieża Anakleta II i udzielił mu sakry biskupiej w dniu 23 lutego 1130. Podpisał dekret wyborczy Anakleta II z 14 lutego 1130 oraz jego bulle z 27 marca i 24 kwietnia tego samego roku. W 1133 był legatem Anakleta II wobec króla Niemiec Lotara III. Zmarł prawdopodobnie w 1134.